# Гладенька акула строката
Гладенька акула строката (Mustelus mento) — акула з роду Гладенька акула родини Куницеві акули. Інші назви «цяткована куницева акула», «строката куницева акула», «плямиста куницева акула».

## Опис
Загальна довжина досягає 1,3 м, зазвичай 80-100 см. Голова витягнута. Морда закруглена. Очі відносно великі, овальні, з мигальними перетинками. За ними розташовані невеличкі бризкальця. Ніздрі з трикутними носовими клапанами. Рот серпоподібний. Зуби дрібні, розташовані у декілька рядків. У неї 5 пар зябрових щілин. Тулуб обтічний, стрункий, дещо потовщене в районі переднього спинного плавця. Грудні плавці широкі, з увігнутим заднім краєм. Має 2 спинних плавця, з яких передній трохи більше за задній. Передній спинний плавець розташовано позаду грудних плавців, задній починається перед анальним плавцем та закінчується навпроти його закінчення. Черевні плавці широкі. Анальний плавець менше за задній спинний плавець. Хвостовий плавець гетероцеркальний, верхня лопать з вирізом-«вимпелом».
Забарвлення спини сіре або сіро-коричневе. На спині та боках присутні світлі плямочки. У молодих особин на спині є темні серпоподібні плями. Черево має попелясто-білий колір.

## Спосіб життя
Тримається на глибинах від 16 до 50 м, на континентальному шельфі. Часто зустрічається на мілині. Воліє до ділянок з піщаним та мулисто-піщаним ґрунтами. Живиться дрібними костистими рибами, ракоподібними, також іншими безхребетними.
Статева зрілість самців настає при розмірах 65-75 см, самиць — 86-90 см. Це яйцеживородна акула. Самиця народжує до 7 акуленят завдовжки 28-30 см.
Є об'єктом промислового вилову, особливо в Перу. У зв'язку з цих популяція цієї акули суттєво знизилася.

## Розповсюдження
Мешкає в Тихому океані: біля узбережжя Перу та Чилі, берегів Галапагоського архіпелагу, островів Хуан-Фернандес. Деякий час ареалом вважалося узбережжя Аргентини, проте сьогодні це твердження відкидається (належить до області Mustelus schmitti).